# Liste der denkmalgeschützten Objekte in Abfaltersbach (Tirol)
Die Liste der denkmalgeschützten Objekte in Abfaltersbach enthält die 13 unbeweglichen denkmalgeschützten Objekte der Gemeinde Abfaltersbach.

## Denkmäler
| Foto |                 | Denkmal                                                                                           | Standort                                                    | Beschreibung | Metadaten |
| ---- | --------------- | ------------------------------------------------------------------------------------------------- | ----------------------------------------------------------- | --- | --- |
| ja   | Datei hochladen | Kath. Filialkirche, Mariae Heimsuchung in Abfaltersbach HERIS-ID: 6432 Objekt-ID: 2312 TKK: 17945 | Abfaltersbach Standort KG: Abfaltersbach                    | Die Filialkirche Maria Heimsuchung entstand 1772 aus einem bereits bestehenden Kapellenbau. Der barocke Langbau mit dominantem Fassadenturm beherbergt einen klassizistischen Hochaltar aus dem Jahr 1842, der Marias Heimsuchung zeigt.                                                                       | BDA-Hist.: Q37903021 Status: § 2a Stand der BDA-Liste: 2025-06-30 Name: Kath. Filialkirche, Mariae Heimsuchung in Abfaltersbach GstNr.: 843 Filialkirche Abfaltersbach    |
| BW   | Datei hochladen | Aigner-Badl HERIS-ID: 6436 Objekt-ID: 2316 TKK: 17976                                             | Abfaltersbach 13 Standort KG: Abfaltersbach                 | Das Aignerbadl ist eine Badeanlage mit Gasthaus und Keller und wurde bereits 1772 urkundlich erwähnt. Seine heutige Form erhielt die Badeanlage in der ersten Hälfte des 19. Jahrhunderts. | BDA-Hist.: Q37903389 Status: Bescheid Stand der BDA-Liste: 2025-06-30 Name: Aigner-Badl GstNr.: 855                                                                       |
| ja   | Datei hochladen | Hafnerei Steger HERIS-ID: 6437 Objekt-ID: 2317 TKK: 17980                                         | Abfaltersbach 14 Standort KG: Abfaltersbach                 | Die Hafnerei Steger wurde nach einem Hochwasser 1882 großteils neu errichtet und verfügt neben dem Hauptgebäude über zwei Schlämmbecken und eine Glasurmühle. | BDA-Hist.: Q37903497 Status: Bescheid Stand der BDA-Liste: 2025-06-30 Name: Hafnerei Steger GstNr.: 55/1, .134, .23/1 Hafnerei Steger                                     |
| ja   | Datei hochladen | Aigner-Kasten HERIS-ID: 6434 Objekt-ID: 2314 TKK: 17949                                           | bei Abfaltersbach 23 Standort KG: Abfaltersbach             | Der Aigner-Kasten ist ein eingeschoßiger gemauerter Kornspeicher aus dem 17. Jahrhundert. | BDA-Hist.: Q37903190 Status: Bescheid Stand der BDA-Liste: 2025-06-30 Name: Aigner-Kasten GstNr.: 851 Aignerkasten                                                        |
| ja   | Datei hochladen | Widum HERIS-ID: 6433 Objekt-ID: 2313 TKK: 81243                                                   | Abfaltersbach 24 Standort KG: Abfaltersbach                 | Das Widum der Pfarre Abfaltersbach stammt aus dem letzten Viertel des 18. Jahrhunderts. Zum Widum gehört auch ein Garten, in dem sich ein hölzernes Salettl befindet. | BDA-Hist.: Q37903060 Status: § 2a Stand der BDA-Liste: 2025-06-30 Name: Widum GstNr.: 8/1 Widum Abfaltersbach                                                             |
| BW   | Datei hochladen | ehemaliges Widum HERIS-ID: 6430 Objekt-ID: 2310 TKK: 17962                                        | Abfaltersbach 46 Standort KG: Abfaltersbach                 | Das ehemalige Widum der Pfarre Abfaltersbach entstand in der zweiten Hälfte des 19. Jahrhunderts aus einem durch einen Brand beschädigten Kornkasten. | BDA-Hist.: Q37902763 Status: Bescheid Stand der BDA-Liste: 2025-06-30 Name: ehemaliges Widum GstNr.: .94                                                                  |
| ja   | Datei hochladen | Lourdeskapelle HERIS-ID: 6445 Objekt-ID: 2325 TKK: 17943                                          | bei Abfaltersbach 61 Standort KG: Abfaltersbach             | Die Lourdeskapelle wurde 1905 auf einem Hang oberhalb von Geselhaus errichtet. Sie beherbergt eine Lourdesgrotte mit Figurengruppe und einen bemerkenswerten Opferstock mit Figurenrelief. | BDA-Hist.: Q37903949 Status: Bescheid Stand der BDA-Liste: 2025-06-30 Name: Lourdeskapelle GstNr.: .126 Lourdeskapelle Geselhaus                                          |
| BW   | Datei hochladen | Gütermagazin beim Bahnhof Abfaltersbach HERIS-ID: 6450 Objekt-ID: 2330 TKK: 17983                 | Abfaltersbach 71 Standort KG: Abfaltersbach                 | Das Gütermagazin des Bahnhofs Abfaltersbach liegt westlich des Stationsgebäudes. Es handelt sich um einen Holzständerbau mit Satteldach. | BDA-Hist.: Q37904376 Status: Bescheid Stand der BDA-Liste: 2025-06-30 Name: Gütermagazin beim Bahnhof Abfaltersbach GstNr.: 178/1                                         |
| ja   | Datei hochladen | Aufnahmsgebäude Bahnhof Abfaltersbach HERIS-ID: 6449 Objekt-ID: 2329 TKK: 17982                   | Abfaltersbach 71 Standort KG: Abfaltersbach                 | Das Stationsgebäude des Bahnhofs Abfaltersbach wurde 1881 nach den Richtlinien für kleine Stationen der Kaiser-Franz-Josefs-Orientbahnen erbaut. Das ebenerdige Gebäude wurde als Sichtziegelbauwerk ausgeführt.                                                                                               | BDA-Hist.: Q37904306 Status: Bescheid Stand der BDA-Liste: 2025-06-30 Name: Aufnahmsgebäude Bahnhof Abfaltersbach GstNr.: .56/3 Bahnhof Abfaltersbach                     |
| ja   | Datei hochladen | Kath. Pfarrkirche hl. Andreas in Abfaltern HERIS-ID: 6427 Objekt-ID: 2307 TKK: 17944              | gegenüber Abfaltersbach 132 Standort KG: Abfaltersbach      | Die Pfarrkirche Abfaltersbach wurde im Stil der Gotik errichtet und 1441 geweiht. Ab 1765 erfolgte eine Barockisierung des Kirchengebäudes, wobei Josef Anton Zoller die Ausführung der Fresken übernahm. Der Hochaltar aus dem dritten Viertel des 18. Jahrhunderts zeigt das Martyrium des heiligen Andreas. | BDA-Hist.: Q24275967 Status: § 2a Stand der BDA-Liste: 2025-06-30 Name: Kath. Pfarrkirche hl. Andreas in Abfaltern GstNr.: .96, 446 Pfarrkirche hl. Andreas Abfaltersbach |
| ja   | Datei hochladen | Friedhofskapelle, Kriegerdenkmal, Totenkapelle, Kriegerkapelle HERIS-ID: 6428 Objekt-ID: 2308     | gegenüber Abfaltersbach 132 Standort KG: Abfaltersbach      | Die Friedhofskapelle stammt aus der ersten Hälfte des 15. Jahrhunderts, während die Totenkapelle erst 1983/84 im Zuge der Friedhofserweiterung errichtet wurde. | BDA-Hist.: Q37902649 Status: § 2a Stand der BDA-Liste: 2025-06-30 Name: Friedhofskapelle, Kriegerdenkmal, Totenkapelle, Kriegerkapelle GstNr.: 446 Friedhof Abfaltersbach |
| ja   | Datei hochladen | Römische Villa HERIS-ID: 7244 Objekt-ID: 3134 TKK:                                                | Gesellhaus, an der Drautalstraße Standort KG: Abfaltersbach | Die Reste der Römischen Villa liegen unter einer Wiese an der Drautalstraße. | BDA-Hist.: Q37953310 Status: Bescheid Stand der BDA-Liste: 2025-06-30 Name: Römische Villa GstNr.: 191, 215                                                               |
| ja   | Datei hochladen | Totenrastkapelle HERIS-ID: 6431 Objekt-ID: 2311 TKK: 17941                                        | Standort KG: Abfaltersbach                                  | Bei der Totenrastkapelle handelt es sich um einen Kapellenbildstock am Fußweg von Abfaltersbach nach Abfaltern. Der Bau aus dem frühen 17. Jahrhundert verfügt über ein gemauertes Altärchen und Malereien aus dem Jahr 2002, die die Schmerzensmutter bzw. Mariageburt und Mariatod zeigen.                   | BDA-Hist.: Q37902899 Status: § 2a Stand der BDA-Liste: 2025-06-30 Name: Totenrastkapelle GstNr.: 739/1 Totenrastkapelle (Abfaltersbach)                                   |